# Ping (sygnał)
Ping – sygnał z aktywnego sonaru, który jest emitowany w kierunku innego okrętu nawodnego lub podwodnego w celu określenia jego położenia (namiaru i odległości) względem własnej jednostki. 
Jednostka pływająca wysyła sygnał, który po pewnym czasie wraca odbity od przeszkód. Czas między wysłaniem i powrotem sygnału informuje o odległości, a użycie przetwornika kierunkowego pozwala określić namiar. Jednostki podwodne rzadko używają aktywnego sonaru, ponieważ po wysłaniu pingu łatwo jest namierzyć jego źródło, a tym samym okręt, z którego nadano sygnał, ponadto staje się wykrywalny nawet wówczas, gdy jest to okręt podwodny w zanurzeniu. Zazwyczaj preferowany jest sonar pasywny, którego działanie polega na wsłuchiwaniu się w ciszę morza i szukania dźwięków pochodzenia antropomorficznego, takich jak dźwięki wydawane przez silniki innych okrętów.
Nazwa tego sygnału jest pierwowzorem nazwy popularnego programu diagnozującego połączenia sieciowe Ping.